# میستیک ماونتن

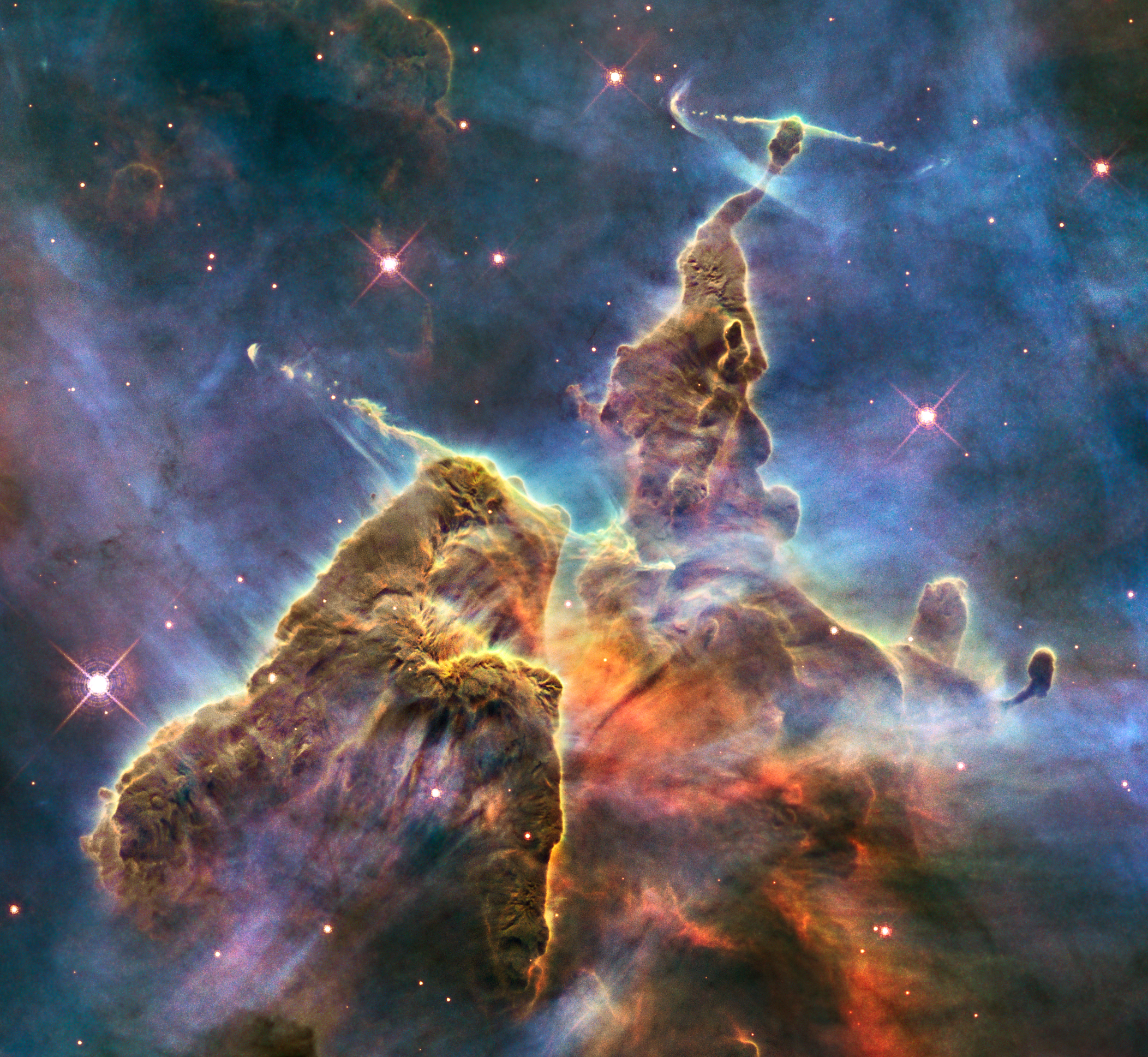
کوه اسرارآمیز

میستیک ماونتن (به انگلیسی: Mystic Mountain) یا کوه اسرارآمیز یک عکس و اصطلاح برای منطقه‌ای در سحابی شاه‌تخته است که توسط تلسکوپ فضایی هابل ثبت شده‌است. این تصویر توسط دوربین Wide Field Camera 3 جدید آن زمان ثبت شده‌است، اگرچه این منطقه توسط ابزار نسل پیشین نیز مشاهده شده‌است. نمای جدید بیستمین سالگرد حضور تلسکوپ در فضا را در سال ۲۰۱۰ جشن گرفت. میستیک ماونتن شامل چندین جسم هربیگ-هارو است که ستاره‌های نوپا در حال شلیک فوران‌های گازی هستند که با ابرهای غبار و گاز اطراف در تعامل هستند.
این منطقه حدود ۷٬۵۰۰ سال نوری (۲٬۳۰۰ پارسک) دور از زمین است و ابعاد این ستون حدود ۳ سال نوری (۱۹۰٬۰۰۰ یکای نجومی) می‌باشد.

موقعیت این پدیده را می‌توان در این نمای وسیعتر از سحابی شاه‌تخته مشاهده کرد.